# Boguchwała (gemeente)
De gemeente Boguchwała is een landgemeente in het Poolse woiwodschap Subkarpaten, in powiat Rzeszowski.
De zetel van de gemeente is in Boguchwała.
Op 30 juni 2004 telde de gemeente 20 795 inwoners.

## Oppervlakte gegevens
In 2002 bedroeg de totale oppervlakte van gemeente Boguchwała 96,19 km², waarvan:
- agrarisch gebied: 81%
- bossen: 11%

De gemeente beslaat 7,89% van de totale oppervlakte van de powiat.

## Demografie
Stand op 30 juni 2004:
| Omschrijving                   | Totaal | Totaal | Vrouwen | Vrouwen | Mannen | Mannen |
| ------------------------------ | ------ | ------ | ------- | ------- | ------ | ------ |
| eenheid                        | aantal | %      | aantal  | %       | aantal | %      |
| inwoners                       | 20 795 | 100    | 10 664  | 51,3    | 10 131 | 48,7   |
| bevolkingsdichtheid (inw./km²) | 216,2  | 216,2  | 110,9   | 110,9   | 105,3  | 105,3  |

In 2002 bedroeg het gemiddelde inkomen per inwoner 1150,61 zł.

## Administratieve plaatsen (Solectwo)
Boguchwała, Kielanówka, Lutoryż, Mogielnica, Niechobrz, Nosówka, Racławówka, Wola Zgłobieńska, Zarzecze, Zgłobień en Zwięczyca

## Aangrenzende gemeenten
Czudec, Iwierzyce, Lubenia, Rzeszów, Świlcza, Tyczyn
- Library of Congress Control Number: n2011014978
- Virtual International Authority File: 168907826